# ジョン・テイラー (カロライン)
ジョン・テイラー（英語: John Taylor、1753年12月19日 - 1824年8月21日)は、アメリカ合衆国バージニア州出身の政治家、著作家である。通常カロラインのジョン・テイラー（英語: John Taylor of Caroline）と呼ばれる。バージニア州下院議員（1779年-81年、1783年-85年、1796年-1800年）、アメリカ合衆国上院議員（1792年-94年、1803年、1822年-24年）を務めた。政治と農業に関して数冊の著作を著した。ジェファーソン流民主主義者であり、その著作は後の州の権限やリバタリアン運動にヒントを与えた。2008年に歴史家のシェルドンとヒルは、テイラーを共和主義と古典的自由主義の交差点に位置していたと論じた。その立場を、「ジョン・ロックの自然権、自由、制限された政府への関心と共に、集中された権限と富、政治的腐敗、財政操作を防ぐための規制に市民が強く参加することにおける古典的な興味の組み合わせ」と見ている。
テイラーは強い全国政府に次のように反対した。

連邦政府を創設するときに、各州は主権の最高の行動を実行し、もし各州が喜ぶならば、その壊滅によって主権の証明を繰り返すかもしれない。しかし、連邦は各州のように生来の主権を持っていない。それは自分で決められない。それは慣習としてのものであり、もちろんそれが形成される主権に従属する - カロラインのジョン・テイラー

## 経歴
テイラーは小さな子供のときに孤児になった。母方の叔父であり、バージニアの指導的政治家、弁護士、判事だったエドモンド・ペンドルトンの養子になった。仲間の生徒とともにドナルド・ロバートソンのアカデミーで学んだ。その仲間にはジェームズ・マディソン（遠い従兄）やジョージ・ロジャース・クラークがいた。ウィリアム・アンド・メアリー大学に入学し、その後叔父の事務所で法律を学んだ。アメリカ独立戦争のときには大陸軍に従軍して大佐の位まで昇り、パトリック・ヘンリーやウィリアム・ウッドランド将軍の下に仕え、ラファイエット侯爵の下では1個連隊を率いた。
戦後は弁護士、農園主、および一時期は政治家として暮らし、バージニア州議会下院議員を務め、州選出アメリカ合衆国上院議員の空席となった議席に3度指名された。1783年にノースカロライナ州の政治家でありアメリカ独立宣言に署名したジョン・ペンの娘、ルーシー・ペンと結婚した。テイラーは、ジェファーソンやマディソンが真の共和政原則を断念していると考えたターシャム・クィッズ（第3の党）の一員だった。ターシャム・クィッズはジェファーソンの政策の幾つかに反対したが、テイラーのジェファーソンに対する評価は寛大なものだった。1804年、『トーマス・ジェファーソン政権の政策手段の弁護』と題する小冊子を出版した。ジェファーソンとテイラーは多くのことで意見が一致した。実際にジェファーソンの見解から出たほとんど全てのことで合意していた。ジェームズ・マディソンとジョン・マーシャルがテイラーの最も傑出した敵対者であり、「より活力ある中央（政府）の権限を正当化するための活動で、（国家設立の）記録を捻じ曲げている」と批判した。1808年アメリカ合衆国大統領選挙では、マディソンの大統領選出に反対し、ジェームズ・モンローを支持した。
テイラーはバージニア農業協会の初代会長を務め、農業を推進するためのフィラデルフィア協会では終身会員だった。

## 思想
イギリスの法制史学者M・J・C・ビルはテイラーのことを「ある意味でアメリカが生んだ最も印象的な政治理論家」と見ている。歴史家のクライド・N・ウィルソンはテイラーについて「ジェファーソン流民主主義の体系的哲学者」と表現し、「地方社会や承継された方法に対する保守的忠誠さと、資本主義、「進歩的」政府、繰り返されるログローリング（票取引）政治について急進的なポピュリストの懐疑の双方を代表している」と述べた。歴史家のアダム・L・テイトに拠れば、テイラーは家族、農園、余暇の所有を幸福とみなす農本主義者であり、組織化された宗教、社会階級など伝統的な制度には大きな愛を持っていない」としている。「テイラーは人間は善と悪の混ざりものであるとする固いリベラルな立場を採った。自己の利益は人間の行動で唯一の不変なものである。...実際にトーマス・ジェファーソンから連邦党のジョン・アダムズまで他の思想家が高潔な市民性の必要性について苦悶した一方で、テイラーは『社会の原則が高潔であるが、それを構成する個人には悪意がある』という見解を取った」と続けた。テイラーの派閥主義の効果に対する判断は、「株式仲買人、銀行、紙幣の党、関税に支えられた製造業者などから基盤を取り除くこと、行政が議会を腐敗させた利益供与制度を破壊すること、アメリカ合衆国最高裁判所の侵害された権限を落ち着かせること」だった。「国家がその自由を個人の質に頼れば頼るほど、それを保てなくなる。個人の徳から公的な善を期待することで、個人の声から公的な悪に曝すことになる」と述べた。

### 奴隷制度
テイラーは奴隷制度が悪だと認めていたが、その弁護を記した。「私は奴隷制度の悪を増加させない、すなわち根絶の戦争で終わらせなければならいという政策を好むので、奴隷制度を認めていると考えてはならない。」と記していた。むしろ「黒人は自由になれないと考えた」ので、その制度を弁護した。奴隷解放が広まれば、1791年にフランス領サントドミンゴで恐ろしい流血が生じたが、奴隷暴動の中でも最も成功したハイチ革命に、究極的にまた彼の見解では必ず繋がることを恐れた。テイラーは、自由な黒人がアメリカの政治にとって問題以外の何物にもなりえないと疑ったことで、ワシントンからジェファーソン、さらにリンカーンまでアメリカの思想家の大半と同じだった。このために自由アフリカ系アメリカ人の国外退去を提唱した。
「黒人奴隷は農業にとって災難であり、除去できず、弁解の範囲内にあるだけだ」とテイラーは考えた。トーマス・ジェファーソンがその『バージニア覚書』で奴隷制度に対して煮え切らない態度を採ったことを批判した。奴隷制度が悪であると言うジェファーソンには同意したが、ジェファーソンが繰り返し奴隷制度の残酷さに言及していることを問題にし、「奴隷は従順で、有益で、幸福である、もし彼らがうまく管理されていればである」と論じ、さらに「個人は奴隷という資産に拘束され、人間性に影響されやすい。...宗教はそのお世辞と恐怖の両方で非難する。個人とその奴隷の幸福あるいは悲惨さを共に永続的に結びつける」と論じた。奴隷所有制度が共和政社会にある種肯定的効果があるという可能性を、テイラーは信じることが多かったと、近年エドモンド・S・モーガンは再考している。当時の事情と理解の下で奴隷制度の保護について弁護したテイラーの考え方は、その後ジョン・カルフーン、エドマンド・ラフィン、ジョージ・フィッツヒューなどの著作家によって支持され、より強く弁護するために使われた。彼らは奴隷制度を「肯定的善」であると主張することで論議を拡大した。

### 州の権限
ストロンバーグは、1798年のバージニア州脱退呼びかけにおけるテイラーの役割、およびケンタッキー州およびバージニア州決議におけるその役割は、これら主要な政治的社会（州）の干渉（無効化）と脱退を行うことができる保有された権利（州の権限）を如何にテイラーが真面目に捉えていたかを示していると、言っている。テイラーは、ジェームズ・マディソンが書き起こしたバージニア州決議を、バージニア州議会を通じて誘導した。「巨大な政治権力が必ず巨大な富を蓄積し、巨大な富は必ず巨大な政治権力を蓄積する」と記した。イングランドにおける急進的なブルジョワ層と同様に、テイラーは富と貧の極大化が才能における違いから当然に生まれるとは認めなかった。それとは反対に、それは常に経済を超えた強制と虚偽の結果であると考えた。ロアノークのジョン・ランドルフやその他数人と共に、マディソンの米西戦争開戦に反対した。それはまさしく帝国のための戦争だったからだった。
歴史家のアダム・テイトは、テイラーの著作『アメリカ合衆国憲法の新しい見解』の書評を行い、18世紀のホイッグ法律家の技巧をモデルにした法廷で論じる歴史学として作られていると論じた（2011年）。テイラーは、アメリカ史にある証拠から連邦内の州の主権の証明が与えられているのであると考え、アメリカ合衆国最高裁判所長官ジョン・マーシャルのような国家主義者の議論に反対した。

## 遺産
テイラーの主要プランテーションであるヘイゼルウッドは、バージニア州ポートロイヤルから3マイル (5 km) にあり、 アメリカ合衆国国家歴史登録財に指定されている。
ウェストバージニア州テイラー郡は1844年（当時はバージニア州）に設立され、テイラーに因んで名づけられた。

## 著作
- An Enquiry into the Principles and Tendency of Certain Public Measures (ある公的手段の原則と傾向に関する質問、Philadelphia: Thomas Dobson, 1794年)
- A Definition of Parties: Or the Political Effects of the Paper System Considered (政党の定義:あるいは検討されている紙幣体系の政治的効果、Philadelphia: Francis Bailey, 1794年)
- Arator (1818年) (1813年に64の随筆集から書籍として最初に出版された。元々は1803年にジョージタウンの新聞に掲載された。アメリカの農業に関するものであり、奴隷制度に関する見解を含む)
- A Defence of the Measures of the Administration of Thomas Jefferson（トーマス・ジェファーソン政権の政策手段の弁護、署名は「カーティアス」、1804年）
- A Pamphlet Containing a Series of Letters (一連の手紙を含む小冊子、Richmond: E. C. Stanard, 1809年)
- An Inquiry into the Principles and Policy of the Government of the United States (アメリカ合衆国政府の原則と政策に関する質問、1814年) - ジョン・アダムズの著作『アメリカ合衆国政府の憲法の弁護』（1787年）によって発展され弁護された政治哲学の詳細かつ丁寧な批判
- Construction Construed and Constitutions Vindicated (解釈された構造と正当化された憲法、Richmond: Shepherd and Pollard, 1820年)
- Tyranny Unmasked (仮面を脱いだ専制者、Washington: Davis and Force, 1822年)
- New Views of the Constitution of the United States (アメリカ合衆国憲法の新しい見解、Washington: Way and Gideon, 1823年)

ブラッドフォードに拠れば、上記リストの下3件は「連邦と州の関係および連邦の真の性格に関する洞察ということで価値がある」としている。
上記出版物のリストはF・ソーントン・ミラーに拠る。
『法の古典の再版』には次のように書かれている

今日ではあまり知られていないが、テイラーの作品は南部の政治と知識の歴史で大きな重要性があり、南部人が1861年の脱退を正当化すると断言する憲法理論を理解する上で基本的なものである。テイラーはアメリカ独立戦争で大陸軍に入って戦い、バージニア州下院とアメリカ合衆国上院で短期間議員を務めた。しかしテイラーが名声を得たのは憲法、政治、農業に関する質問の著作家としてだった。州の権限を主唱するトーマス・ジェファーソンや他の農本主義者と同調し、1790年代の政治闘争における厳密な憲法の解釈を提唱した。最初に出版された著作では、アメリカ合衆国財務長官アレクサンダー・ハミルトンの財政計画について反対した。著作『解釈された構造と正当化された憲法』は、「マカロック対メリーランド州事件」におけるジョン・マーシャルのアメリカ合衆国最高裁判所判決、銀行による紙幣の発行に関する広く論じられた問題、保護関税の提案、ミズーリ州で奴隷制度を禁じる試みなど、米英戦争後の一連の問題に関するテイラーの反応だった。多くの南部人と共に、これらの問題や、ハミルトンの一連の財政体系に続くその他の手段がアメリカ共和政の基盤を崩していることを恐れた。それらはアメリカ人の美徳を腐敗させ、州と連邦政府の権限の間の憲法で保障されるバランスを中央集権的全国政府の方に移行させる「人為的資本家セクト」の試みだと見なした。「もし、連邦政府がそれに与えられた行政権を行使することに依存するならば、州政府に与えられた権限を害しあるいは破壊するような手段をすぐに択ぶかもしれない」と記した。ジェファーソンは、「テイラー大佐と自分は、重要な政治原則における意見の相違があったとしてもほとんど無かった」と述べ、『解釈された構造と正当化された憲法』のことを、「憲法の採択以来出版された書籍の中で、憲法の当初からある真の原則に我が政府を引きもどしたことで、最も論理的なものである」と見なした。ジョン・カルフーンなど後の南部思想家は明らかにテイラーの思想に依存していた。
- Sabin, A Dictionary of Books Relating to America 94486.
- Cohen, Bibliography of Early American Law 6333.(21527)

## 関連図書
- Mudge, Eugene T. The Social Philosophy of John Taylor of Caroline (New York:  Columbia University Press 1939).
- Shallhope, Robert E. John Taylor of Caroline: Pastoral Republican (Columbia: University of South Carolina Press, 1980).
- Wright, Benjamin F. "The Philosopher of Jeffersonian Democracy," American Political Science Review Vol. 22, No. 4 (Nov., 1928), pp. 870–892 in JSTOR